# نظائر البيريليوم
للبيريليوم (Be) اثني عشر نظيراً، ولكن يعد النظير بيريليوم-9 9Be هو النظير الوحيد المتوفر والمستقر من بينها، لذلك يعد عنصر البيريليوم عنصر أحادي النظير إضافة لكونه عنصر أحادي النويدة، لأن نظائره الأخرى لديها أعمار نصف قصيرة جداً أو أنها غير متوفرة مثل بيريليوم-10 10Be.
مما يميز عنصر البيريليوم أيضاً أنه العنصر أحادي النظير الوحيد الذي لديه عدد زوجي من البروتونات وعدد فردي من النيوترونات.
من بين النظائر الإحدى عشر الأخرى للبيريليوم فإن أكثر النظائر استقراراً هي النظير بيريليوم-10 10Be بعمر نصف 1.39 مليون سنة والنظير بيريليوم-7 7Be بعمر نصف 53.22 يوم. كل النظائر الأخرى لديها أعمار نصف أقل من 13.85 ثانية، وأقلها النظير بيريليوم-6 6Be بعمر نصف 5.03 زيبتو ثانية.
على الرغم من أن تساوي عدد البروتونات والنيوترونات عادة ما يمنح استقرارية عند العناصر الخفيفة في الطبيعة، إلا أن النظير بيريليوم-8 8Be يخالف هذه القاعدة، إذ أنه سرعان ما يخضع لاضمحلال ألفا بسبب الارتباط الوثيق في نواة النظير هيليوم-4 4He. للنظير بيريليوم-8 8Be عمر نصف مقداره 6.7(17)×10−17 ثانية.
يعتقد أن النظير بيريليوم-9 9Be قد تشكل في الكون أثناء الاصطناع النووي بعد الانفجار العظيم نتيجة تشظية الأشعة الكونية في الفترة بين الانفجار العظيم وتشكل المجموعة الشمسية. يعد النظيران بيريليوم-7 7Be، والذي لديه عمر نصف 53 يوم، والنظير بيريليوم-10 10Be من النويدات الكونية، لأنهما يتشكلان من تأثير الأشعة الكونية، ومن خلال تتبعهما في الجو يمكن معرفة دورة البقع الشمسية والنشاط الشمسي. كما أن اضمحلال النظير بيريليوم-7 7Be في الشمس هو أحد مصادر النيوترينوات الشمسية التي كان من الممكن الكشف عنها باستخدام تجربة هومستاك.

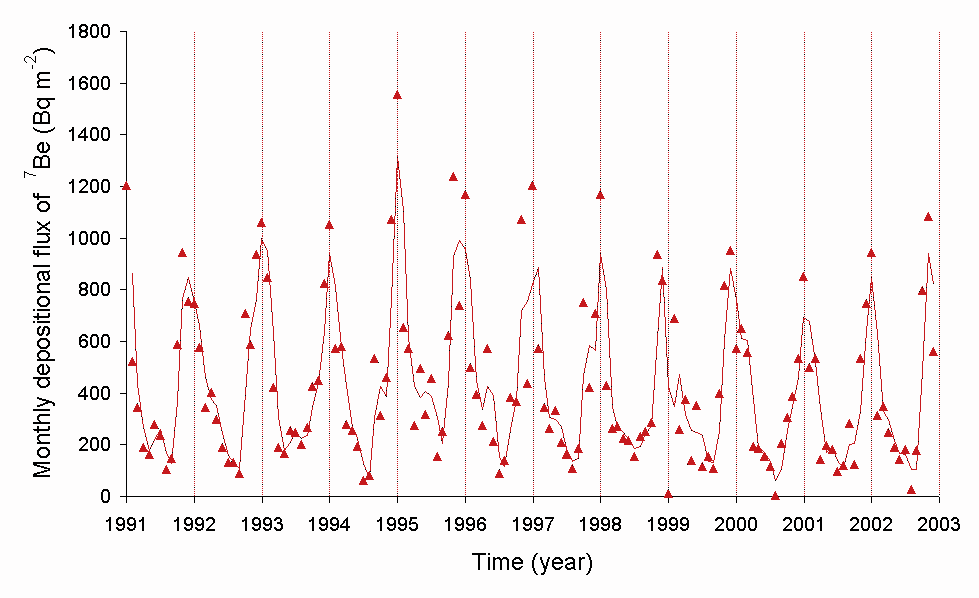
معدل استقبال النظير بيريليوم-7 ^{7}Be من الجو إلى الأرض في اليابان

## بيريليوم-10
ينتج النظير المشعّ بيريليوم-10 في غلاف الأرض الجوّي عن طريق تشظية الأشعة الكونية للأكسجين. يميل البيريليوم للانحلال في مياه الأمطار المتشكّلة في طبقات الجو العليا وينزل معها إلى سطح الأرض، حيث يتجمّع في الطبقات السطحية للتربة. إنّ طول عمر النصف الإشعاعي لهذا النظير (1.36 مليون سنة)، يسمح له بالتواجد لفترة طويلة قبل اضمحلاله الإشعاعي إلى البورون-10.
إنّ تحليل أثر النظير المشعّ بيريليوم-10 10Be له أهميّة في مجال الجيولوجيا وعلم المناخ، ومن أحد هذه التطبيقات الهامّة الاستخدام في التأريخ الإشعاعي للصخور. كما تستخدم فحوص تركيز النظير 10Be نواتج اضمحلاله الإشعاعي لدراسة تكوّن التربة الغضارية وتعريتها، بالإضافة إلى تشكّل تربة اللاتيريت الصلصاليّة الحمراء. يبدي تركيز 10Be في الأرض علاقة مع نسبة الأشعّة الكونيّة الظاهرة في الأرض، والتي بدورها تكون متعلّقة بشدّة المغناطيسيّة الأرضيّة والنشاط الشمسي. إنّ تركيز البيريليوم-10 متناسب عكساً مع النشاط الشمسي، لأنّ ازدياد الرياح الشمسيّة خلال فترات النشاط الشمسي العالي يؤدّي إلى تناقص تدفّق الأشعّة الكونيّة التي تصل إلى كوكب الأرض. إنّ تحليل نسبة 10Be في العيّنات اللبّيّة الجليديّة يعطي دلالة على العلاقة بين النشاط الشمسي والاحترار العالمي على مدى آلاف السنين، وذلك لكون 10Be محتجزاً مع غازات الغلاف الجوّي المتبقيّة ضمن العيّنة. بما أنّ وجود النظير المشعّ 10Be يكون مفضّلاً في المسطّحات الضبوبيّة (إيروسول: مستعلقات صلبة وسائلة في الهواء)، فإنّ هناك تناسباً بين تركيز 10Be وهذه المستعلقات في الجوّ. يكون التركيز مرتفعاً في الأوقات الدافئة من السنة، ومنخفضاً في الأوقات الباردة. يتشكّل النظير 10Be أثناء الانفجارات النوويّة من تفاعل النيوترونات السريعة مع 13C في الهواء. يستخدم هذا الأمر كمؤشّر على حدوث أنشطة سابقة في مواقع اختبار الأسلحة النووية.

## جدول النظائر
| الرمز | Z(ب) | N(ن) | كتلة النظير (u) | عمر النصف                                 | نمط الاضمحلال  | ناتج الاضمحلال | لف مغزلي | تركيب النظائر التمثيلي (كسر مولي) | مجال التفاوت الطبيعي (كسر مولي) |
| ----- | ---- | ---- | --------------- | ----------------------------------------- | -------------- | -------------- | -------- | --------------------------------- | ------------------------------- |
| 5Be   | 4    | 1    | 5.04079         |                                           | إصدار بروتون   | 4Li            | (1/2+)#  |                                   |                                 |
| 6Be   | 4    | 2    | 6.019726        | 5.0×10−21 ثانية [0.092 ميغا إلكترون فولت] | 2p             | 4He            | 0+       |                                   |                                 |
| 7Be   | 4    | 3    | 7.01692983      | 53.22 يوم                                 | اصطياد إلكترون | 7Li            | 3/2-     | نادر                              |                                 |
| 8Be   | 4    | 4    | 8.00530510      | 6.7×10−17 ثانية [6.8 إلكترون فولت]        | انشطار         | 4He            | 0+       |                                   |                                 |
| 9Be   | 4    | 5    | 9.0121822       | مستقر                                     | مستقر          | مستقر          | 3/2-     | 1.0000                            |                                 |
| 10Be  | 4    | 6    | 10.0135338      | 1.39×106 سنة                              | β−             | 10B            | 0+       | نادر                              |                                 |
| 11Be  | 4    | 7    | 11.021658       | 13.81 ثانية                               | β− 97.1%       | 11B            | 1/2+     |                                   |                                 |
| 11Be  | 4    | 7    | 11.021658       | 13.81 ثانية                               | β−, α 2.9%     | 7Li            | 1/2+     |                                   |                                 |
| 12Be  | 4    | 8    | 12.026921       | 21.49 ميلي ثانية                          | β− 99.48%      | 12B            | 0+       |                                   |                                 |
| 12Be  | 4    | 8    | 12.026921       | 21.49 ميلي ثانية                          | β−, n 0.52%    | 11B            | 0+       |                                   |                                 |
| 13Be  | 4    | 9    | 13.03569        | 5 نانو ثانية                              | إصدار نيوترون  | 12Be           | 1/2+     |                                   |                                 |
| 14Be  | 4    | 10   | 14.04289        | 4.84 ميلي ثانية                           | β−, n 81.0%    | 13B            | 0+       |                                   |                                 |
| 14Be  | 4    | 10   | 14.04289        | 4.84 ميلي ثانية                           | β− 14.0%       | 14B            | 0+       |                                   |                                 |
| 14Be  | 4    | 10   | 14.04289        | 4.84 ميلي ثانية                           | β−, 2n 5.0%    | 12B            | 0+       |                                   |                                 |
| 15Be  | 4    | 11   | 15.05346        | <200 نانو ثانية                           |                |                |          |                                   |                                 |
| 16Be  | 4    | 12   | 16.06192        | <200 نانو ثانية                           |                |                | 0+       |                                   |                                 |

1. ↑  النظائر المستقرة بالخط الغليظ
2. ↑  ينتج في الاصطناع النووي ولكنه لا يبقى أولياً إذ يضمحل إلى  7Li
3. 1 2  نويدة كونية
4. ↑  مركب وسيط أثناء عملية ثلاثي ألفا أثناء الاصطناع النووي
5. ↑  لديه نيوترون هالو واحد
6. ↑  لديه 4 نيوترون هالو